# Життя під кленом
«Життя під кленом» («Gyvenimas po klevu») — радянський двосерійний телефільм 1988 року, знятий режисером Казимірасом Мусніцкасом на Литовському телебаченні.

## Сюжет
Фільм знято за мотивами повісті Ромуальдаса Гранаускаса. Від великого села Будряй залишилася лише одна садиба, в якій останні дні доживає старенька Кайрене… Безглуздо гинуть чоловік і син Кайрене, розпадається родина, розвалюється господарство. Останнім ударом стало виселення мешканців села на нове місце. І тут їх не питали: хочуть чи не хочуть вони їхати — одним розчерком пера оголосили поселення «неперспективним».

## У ролях
- Еугенія Шулгайте — Моніка
- Любомирас Лауцявічюс — Константінас і Стяпонас
- Г. Грініте — Моніка в юності
- Егідіюс Станцікас — Константінас в юності
- Маріте Маслаускайте — Антосе, дружина Стяпонаса
- Юозас Мешкаускас — сусід
- Рамутіс Йонас Рімейкіс — сусід
- Егле Бараускайте — Антосе в юності
- Рімас Моркунас — Дарюс, онук Моніки
- Хенріка Хокушайте — Оняле, подруга Моніки
- Сільвія Меляускайте — Біруте, дружина Дарюса
- Томас Янчорас — Дарюс в дитинстві
- Аудріс Мечісловас Хадаравічюс — уповноважений
- Алдона Ведерайте — сільська жінка
- Вілюс Пятраускас — міліціонер
- Юозас Ярушявічюс — епізод
- Лаурінас Рімейкіс — Стяпонас в дитинстві
- Альфредас Дукшта — епізод
- Вітаутас Купшис — епізод

## Знімальна група
- Режисер — Казимірас Мусніцкас
- Сценаристи — Йонас Калінаускас, Казимірас Мусніцкас
- Оператор — Алоїзас Янчорас
- Композитор — Альгірдас Мартінайтіс
- Художник — Альгімантас Шюгжда